# Wasenbach
Wasenbach település Németországban, Rajna-vidék-Pfalz tartományban. Lakosainak száma 318 fő (2023. december 31.).

## Népesség
A település népességének változása:
| Lakosok száma | 307  | 373  | 354  | 359  | 335  | 326  | 308  | 298  | 294  | 318  |
|               | 1975 | 2006 | 2008 | 2009 | 2016 | 2017 | 2019 | 2021 | 2022 | 2023 |